# Erdnussallergie

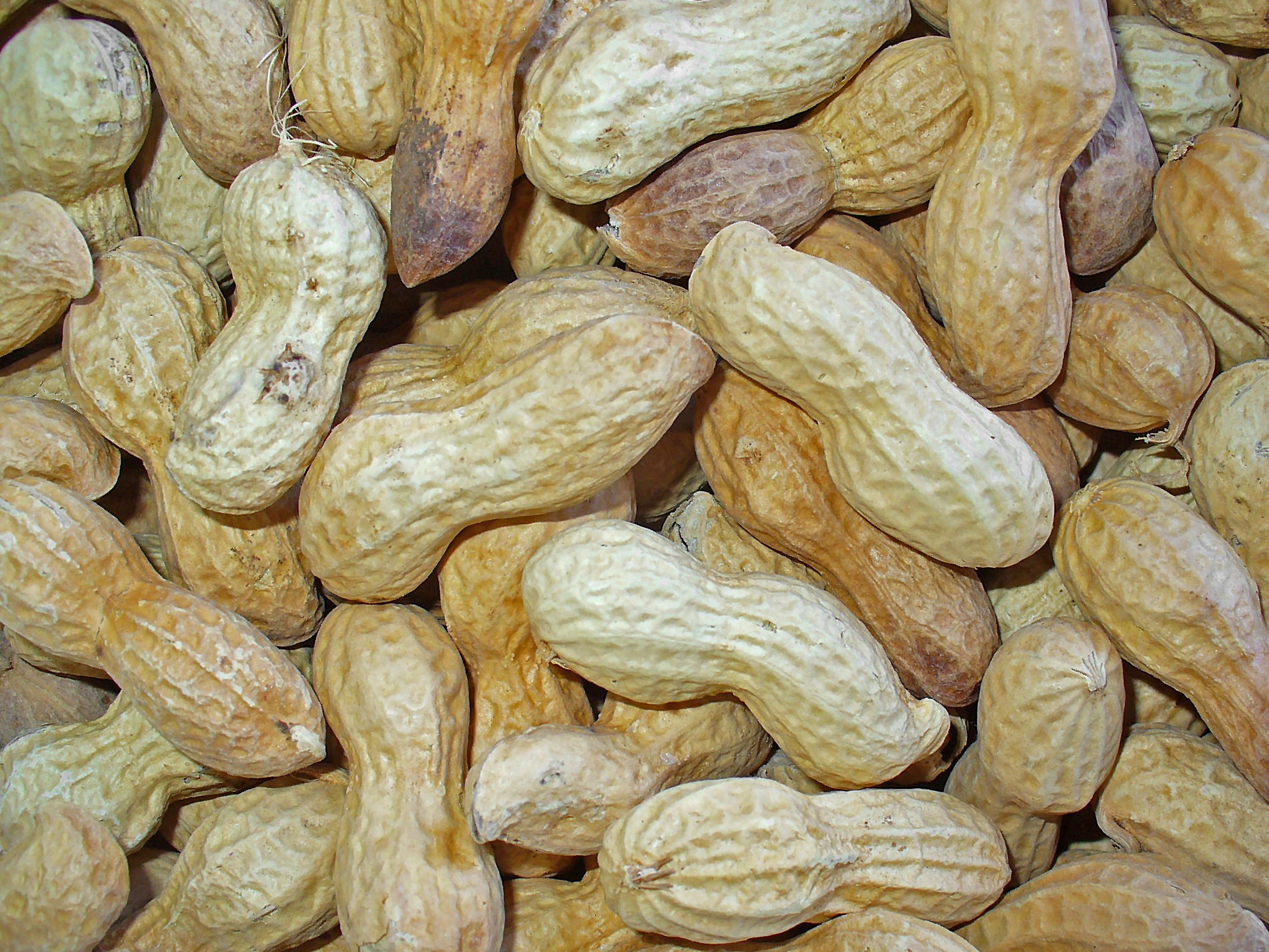
Erdnüsse

Allergische Reaktion vom Typ I

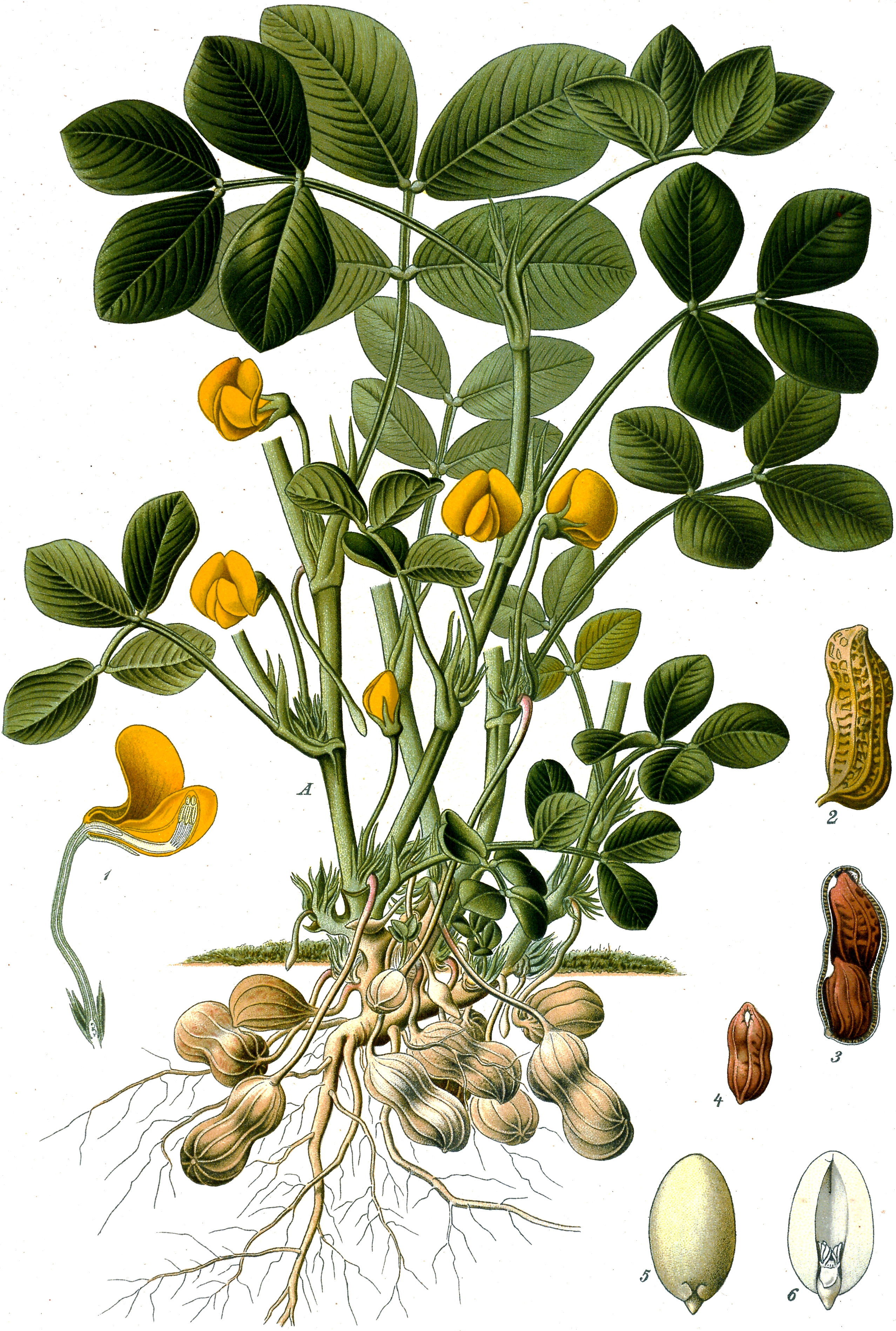
Erdnusspflanze

Eine Erdnussallergie ist eine Nahrungsmittelallergie vom Typ I (Soforttyp). Das bedeutet, dass die Symptome unmittelbar nach oder bereits bei dem Verzehr von Erdnüssen, spätestens jedoch nach Ablauf von zwei Stunden, auftreten. Von späteren Reaktionen wird sehr selten berichtet.
Verglichen mit anderen Lebensmitteln weisen insbesondere Erdnüsse ein sehr hohes allergisches Potential auf. Die Ursache dafür ist, dass Erdnüsse eine Vielzahl von Allergenen besitzen.
Bereits Babys können von einer Erdnussallergie betroffen sein. In diesem speziellen Fall wird das Allergen über die Muttermilch übertragen, nachdem die Mutter Erdnüsse konsumiert hat.
Da die grundsätzlichen Behandlungsmöglichkeiten bei einer Erdnussallergie recht begrenzt sind, stellt diese Erkrankung in der Regel einen sehr tiefen Eingriff in die normale Lebensführung des Betroffenen dar.
Innerhalb der Gruppe der Allergien ist die Erdnussallergie eine der hauptsächlichen Ursachen für allergiebedingte Todesfälle.

## Ursachen
Eine Allergie ist grundsätzlich eine Fehlfunktion des Immunsystems. Aus verschiedenen Ursachen kann sich die körpereigene Abwehr plötzlich gegen eigentlich harmlose Stoffe richten. Beim Erstkontakt mit dem Allergen kommt es zu einer so genannten Sensibilisierung. Das bedeutet, dass das Immunsystem Antikörper gegen das Allergen bildet. Bei einem zweiten Kontakt kommt es dann zu den allergischen Reaktionen.
Für eine Erdnussallergie gibt es viele Ursachen. Wissenschaftliche Untersuchungen haben aufgezeigt, dass diese Form der Allergie genetisch bedingte Ursachen haben kann. Wenn ein Elternteil bereits Allergiker ist, besteht für das Kind eine deutlich höhere Gefahr, an einer Allergie zu erkranken. Sind beide Eltern Allergiker, liegt diese Wahrscheinlichkeit bereits bei 60 Prozent. Grundsätzlich besteht aber für jeden Menschen das Potential, an einer Allergie zu erkranken.
Eine weitere Ursache für das Ausbrechen einer Allergie wird durch die Hygienehypothese beschrieben. Hierbei wird davon ausgegangen, dass die Immunsysteme der Menschen in den westlichen Ländern durch übertriebene Hygiene chronisch unterfordert seien. Dies führe dazu, dass sich das Immunsystem nun andere Ziele sucht. Dies kann in diesem Fall auch die eigentlich harmlose Erdnuss sein.

## Symptome
Die Symptome einer Erdnussallergie betreffen die Atemwege, das Verdauungssystem, die Haut und in schweren Fällen auch das Herz-Kreislauf-System. Zu diesen Symptomen zählen:
Allgemeine Symptome:
- Tränende Augen
- Unruhe
- Angst- und Panikgefühle
- Schwellungen der Schleimhäute in Mund und Rachen
- Kopfschmerzen
- Beschleunigter oder verlangsamter Puls
- Eintrübungen des Bewusstseins. Auch Bewusstlosigkeit.
- Abgang von Harn oder/und Stuhl (Nur in sehr schweren Fällen. Zum Beispiel beim anaphylaktischen Schock)
- Juckreiz und Schwellung des Gehörgangs

An den Atemwegen:
- Juckreiz in der Nase
- Häufiges Niesen
- Verstopfte Nase oder Fließschnupfen
- Engegefühl im Hals
- Pfeifende Atmung
- Asthmaanfälle
- Husten
- Larynxödem

Am Verdauungssystem:
- Übelkeit und/oder Erbrechen
- Durchfall
- Bauchkrämpfe

Auf der Haut:
- Rötungen
- Quaddelbildung
- Nesselsucht
- Ekzembildung
- Ekzemverschlechterung
- Juckreiz

Am Herz-Kreislauf-System
- anaphylaktischer Schock

Da die Erkrankung in den meisten aller Fälle einen akuten Verlauf nimmt, sind chronische Folgen sehr selten.

## Diagnose
Die Diagnose einer Erdnussallergie erfolgt mit folgenden Maßnahmen: Als erstes steht die Anamnese auf dem Plan. Bei diesem Gespräch erkundigt sich der behandelnde Arzt nach den individuellen Lebensumständen des Patienten. Hierbei wird besonderer Wert auf die individuellen Ernährungsgewohnheiten, eventuelle Vorerkrankungen, Allergien in der Familie und auch psychische Faktoren gelegt. Es ist zu empfehlen, zu diesem Gespräch ein eventuell geführtes Allergietagebuch mitzubringen.
Eine weitere sehr häufig angewandte Diagnose-Methode ist der Pricktest. Hierbei werden die potentiellen Allergene, welche in fest definierten Lösungen enthalten sind, auf die Haut aufgebracht. Im Anschluss daran wird mittels einer Lanzette die Testlösung in die oberen Schichten der Haut gebracht. Zeigen sich an den Einstichstellen, nach Ablauf von 20 bis 30 Minuten, allergische Reaktionen in Form von Rötungen oder Quaddeln, hat man zumindest ein potentielles Allergen identifiziert.
Des Weiteren besteht noch die Möglichkeit der Blutuntersuchungen. Bei diesem wird das Vorhandensein, beziehungsweise die Gesamtkonzentration von speziellen Antikörpern im Blut untersucht. Diese Antikörper heißen Immunglobuline. In den meisten aller Fälle ist das Immunglobulin E (IgE) für die allergischen Reaktionen verantwortlich.
Als letzte Möglichkeit gibt es noch den Provokationstest.
Bei diesem werden dem Probanden die fraglichen Allergene verabreicht. Diese Form des Tests erfolgt bei einer Erdnussallergie entweder oral oder intranasal. Da es bei diesen Tests zu schweren Reaktionen, wie dem anaphylaktischen Schock, kommen kann, sollte man diese Tests nie in Eigenregie durchführen. Es ist zwingend die Anwesenheit eines Arztes erforderlich. In besonders schweren Fällen einer Erdnussallergie werden diese Tests auch unter klinischen Bedingungen durchgeführt.
Bei besonders empfindlichen Menschen kommt der Reibetest zum Einsatz. Bei diesem wird das potentielle Allergen nur oberflächlich auf die Haut gerieben. Im Anschluss daran werden eventuelle Reaktionen festgestellt.

## Therapie
Eine Erdnussallergie ist nicht heilbar. Es gibt jedoch einige Maßnahmen, die es dem Allergiker möglich machen, im Alltag mit seiner Erkrankung umgehen zu können. Ebenso verlieren Erdnussallergiker nur in den seltensten Fällen ihre Allergie von allein, so wie dies bei einigen anderen Allergieformen möglich ist.
Karenz, also der vollständige Verzicht auf Erdnüsse oder daraus gewonnenen Produkten (und auch Produkten, auf die die Betroffenen im Rahmen einer Kreuzallergie reagieren) ist grundsätzlich notwendig. Dies ist im Alltag nicht einfach, da viele Lebensmittelprodukte, aber auch Kosmetika, Erdnüsse oder Spuren derselben enthalten.
Es finden zurzeit Studien statt, die eine weitere Möglichkeit der Therapie mittels Hyposensibilisierung untersuchen. Bei dieser Studie werden dem Patienten kleinste Spuren von Erdnüssen verabreicht. Bei sehr schweren Formen der Erdnussallergie liegen diese in Form von Lösungen vor, welche Erdnussproteine im Bereich von wenigen Milligramm enthalten. Diese Dosis wird so lange gesteigert, bis der Patient etwa eine Erdnuss vertragen können soll. Dies ermöglicht diesem zwar nicht den regelmäßigen Konsum, doch man hofft so einer allergischen Reaktion bei einer versehentlichen Spurenaufnahme vorbeugen zu können.
Modifizierte (Immunologisch optimierte) Kapsidhüllen des Gurkenmosaikvirus (Cucumber Mosaic Virus–derived VLPs, CuMVtt) sind eine Ansatz für eine mögliche Impfung bei Erdnussallergie.

## Vorbeugung
Den Kontakt mit Erdnüssen oder Erdnussöl im täglichen Lebensalltag zu meiden, kann sehr schwierig sein, da diese auch dort vorkommen, wo man sie auf den ersten Blick nicht vermutet. Hier eine Auswahl von Erzeugnissen, die Erdnüsse oder Spuren von diesen enthalten:
Schokoriegel, Torten und Kuchen, Speiseöle, Cornflakes, Müsli, Speiseeis, diverse Fertiggerichte, Salzgebäck, Kartoffelchips, erdnussölhaltige Körperpflegemittel, Wachsmalstifte und auch frittierte Lebensmittel. Diese Aufzählung dient nur der Anschaulichkeit und ist bei weitem nicht vollständig.
Seit 2005 sind die Hersteller von Lebensmitteln gesetzlich verpflichtet, Nahrungsmittel auszuzeichnen, die Erdnüsse enthalten können. Deshalb sollte man das Kleingedruckte auf den Verkaufsverpackungen als Allergiker immer sehr genau lesen. Der Hinweis „Kann Spuren von Erdnüssen enthalten“ sollte einen Allergiker aufhorchen lassen.
Ist eine Allergie gegen Erdnüsse bekannt, wird dem Patienten vom Arzt ein sogenanntes Notfallset mit auf den Weg gegeben. In diesem sind eine oder zwei Fertigspritzen mit Adrenalin enthalten, außerdem Cortison als Tabletten, Saft, oder Zäpfchen und ein schnell wirkendes Antihistaminikum. Den Umgang mit diesem Notfallset sollten alle Menschen im Umfeld des Allergikers beherrschen.
Es werden des Weiteren Hunde von einigen Hundeschulen ausgebildet, Lebensmittel aufzuspüren, die Erdnüsse bzw. Spuren enthalten, die diese Hunde anschließend anzeigen sollen. Dies ist besonders in Bezug auf „unsichtbare“ Erdnussspuren eine sichere Methode für Betroffene, den Kontakt mit diesen zu meiden, da der Geruchssinn von Hunden sehr gut ist.
In einer Langzeitstudie hatten Kinder, die im Säuglingsalter täglich 5 Gramm Erdnüsse zu sich nahmen, ein um 71 Prozent geringeres Risiko, im späteren Kindes- und Jugendalter eine Allergie gegen Erdnüsse zu entwickeln. Eine US-amerikanische Richtlinie des National Institute of Allergy and Infectious Diseases (NIAID) zur Prävention von Erdnussallergien empfiehlt daher, dass zumindest Kinder mit Ekzemen oder einer Eiallergie bereits ab etwa dem 4. oder 6. Lebensmonat regelmäßig erdnusshaltige Lebensmittel zu sich nehmen sollten, um das Risiko einer Allergie zu verringern.